# Geografía de Yemen
La República de Yemen comprende los antiguos territorios del Yemen Democrático (sur) y el Árabe (norte). Está bordeada por el mar Arábigo, el golfo de Adén y el mar Rojo. Por tanto su localización corresponde al continente asiático (Asia y no África pese a su proximidad)
Su superficie es de 527 970 km. cuadrados. El terreno es en su mayoría desértico, el clima cálido y húmedo a lo largo de la costa, templado en las montañas del oeste y extraordinariamente cálido y seco en el desierto oriental.
Al norte, es el territorio más fértil de toda la península arábiga, por lo que se le denominó en el pasado, junto con el valle de Hadhramaut, la "Arabia Feliz".

## Relieve

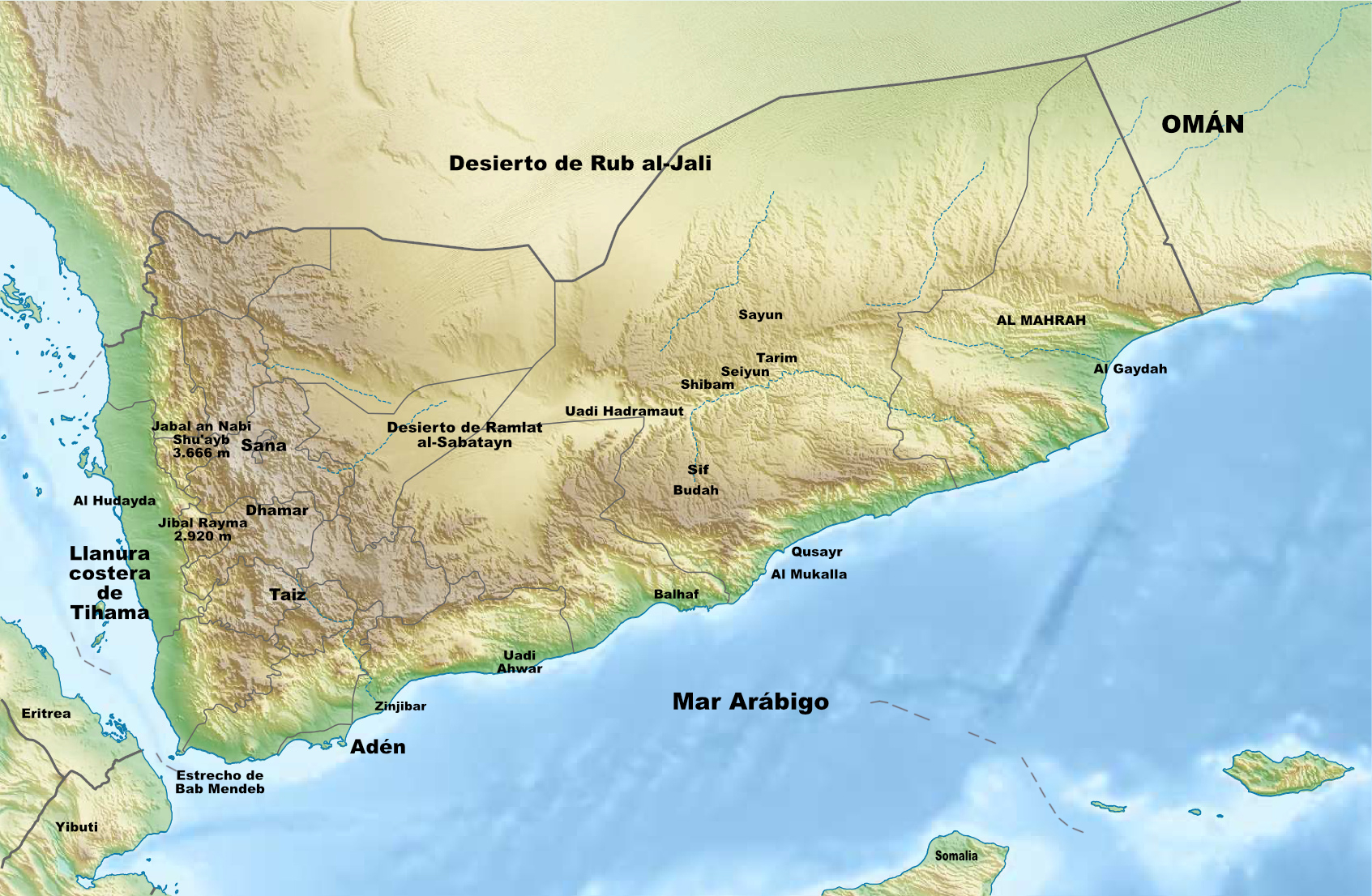
Topografía de Yemen

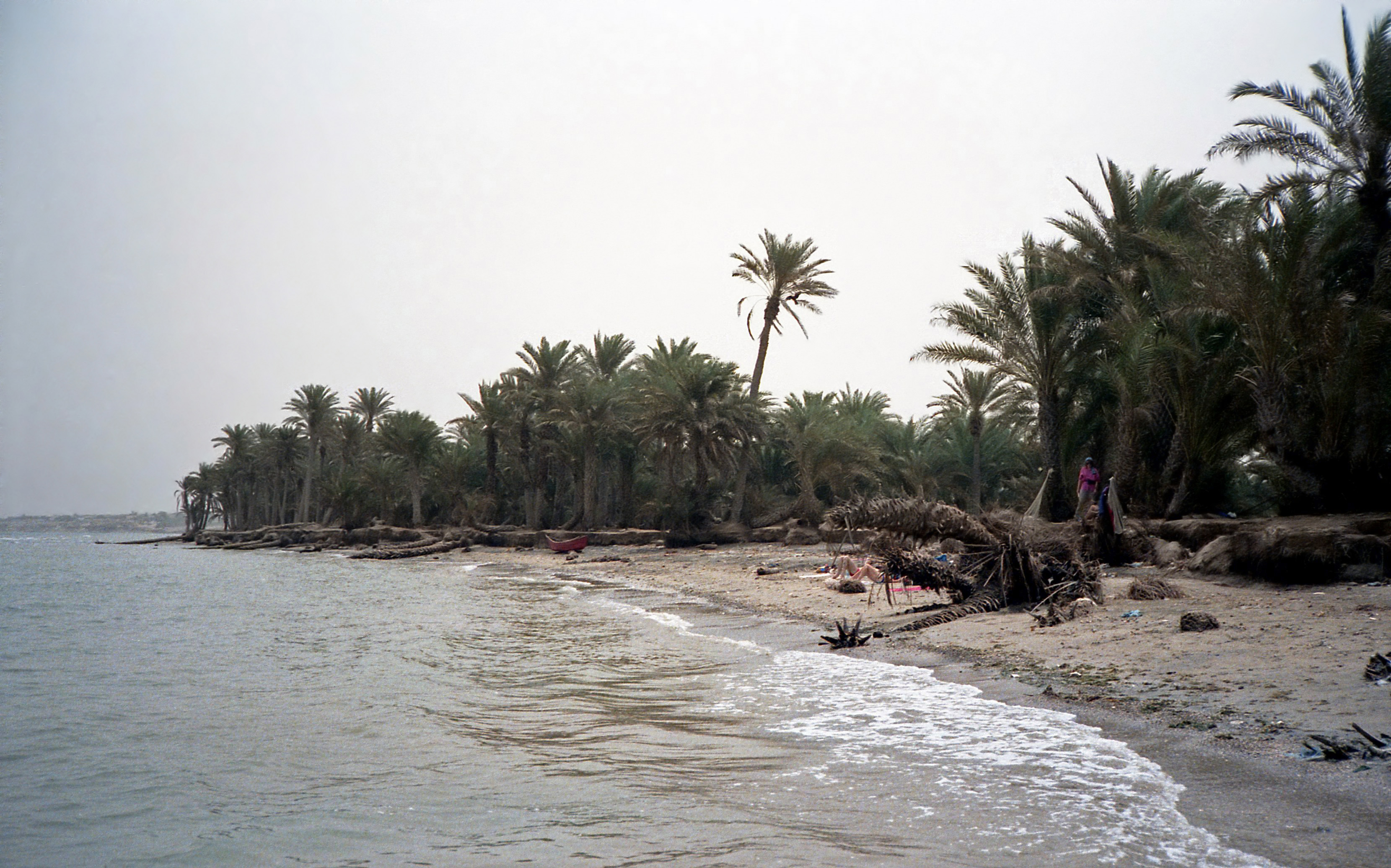
Costa del mar Rojo cerca de Khaukha, en la llanura costera de Tihama.

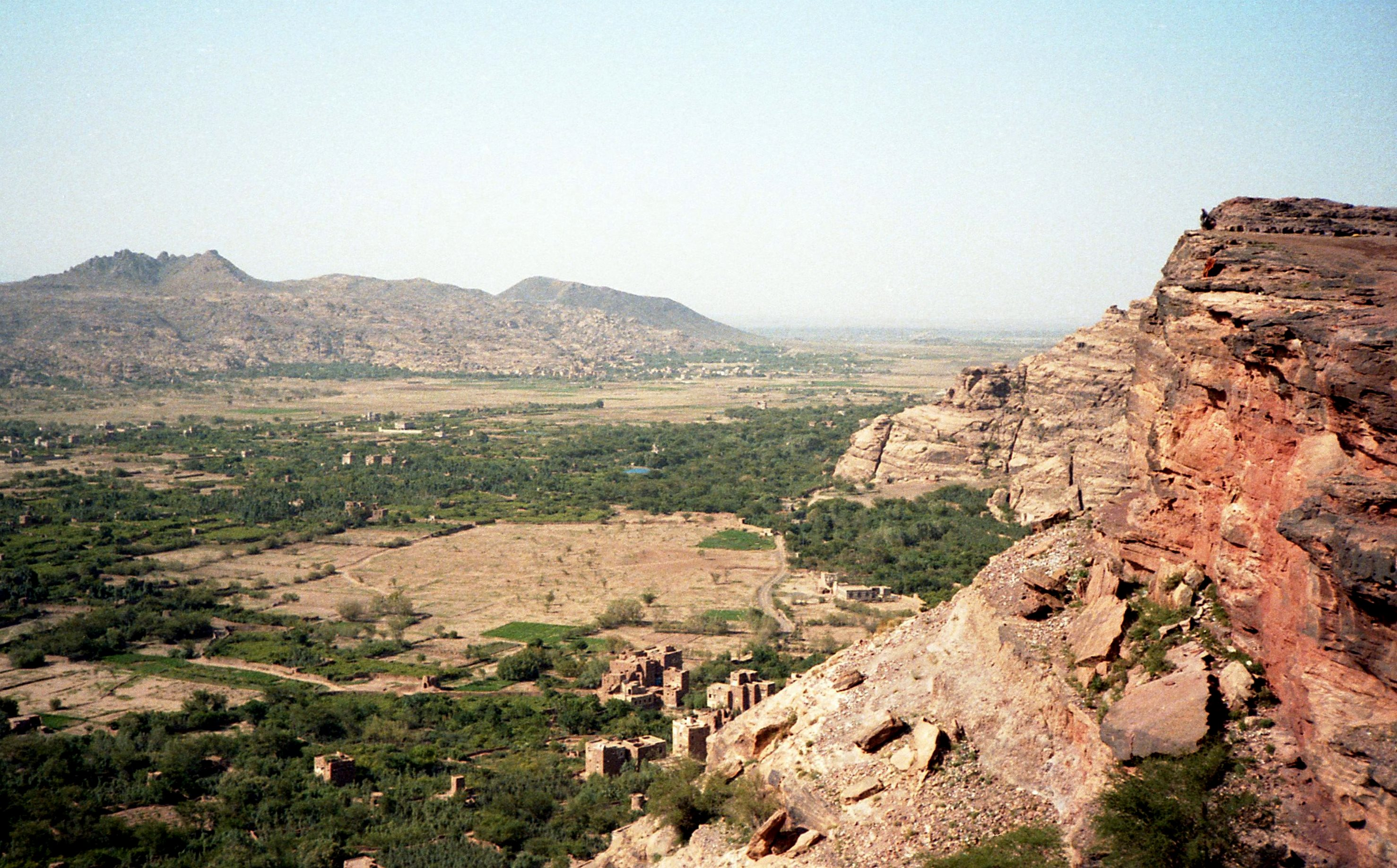
Wadi Dhar, cerca de la ciudad de Saná

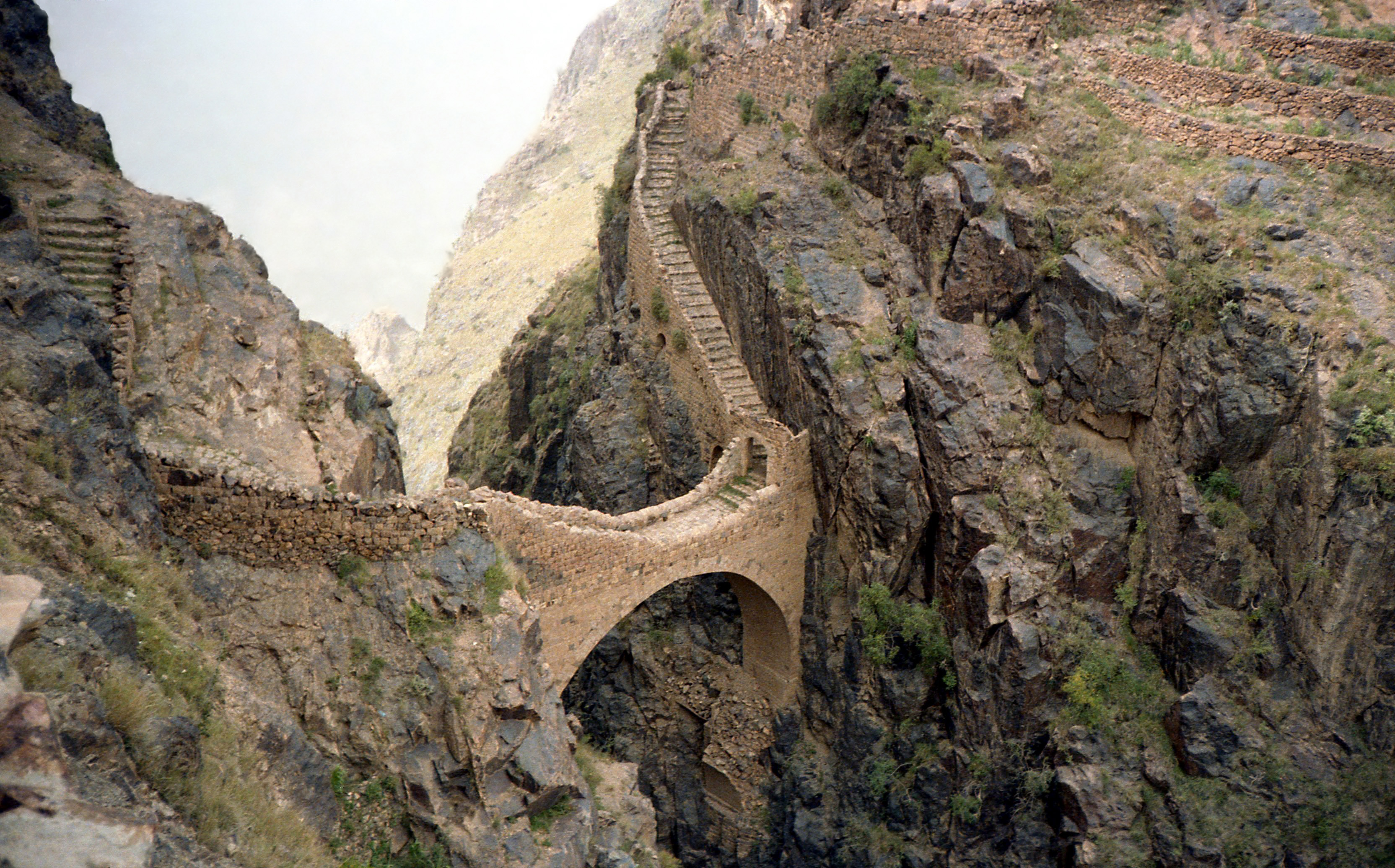
Viejo puente de piedra cerca de Shaharah, en las montañas occidentales.

Yemen ocupa el extremo meridional de la placa arábiga. El montañoso país interior está rodeado por una estrecha llanura costera en el oeste, sur y este, y por un desierto a mayor altitud en la frontera del norte con Arabia Saudí. La llanura costera de Tihama, de 420 km de longitud, se extiende a lo largo de toda la costa occidental de la península arábiga junto al mar Rojo, Forma parte de la ecorregión denominada desierto costero nublado de la península arábiga, que abarca gran parte de la costa del sur de Yemen también.
Las montañas del interior pueden dividirse en occidentales y centrales, separadas por el desierto de Ramlat al-Sab'atayn, que forma parte del desierto de Rub al-Jali, en el norte y por un estrechamiento entre la ciudad de Ataq y el mar, en el sur. En las montañas occidentales, más cercanas al mar Rojo, la tierra es más fértil y húmeda. Destacan algunos picos, como el Jabal an Nabi Shu'ayb, de 3.666 m. Los cultivos más conocidos de esta región son el sorgo y el café, y frutos tropicales como el plátano y el mango. Las montañas centrales se parecen más a una meseta, puesto que las alturas oscilan entre los 2.000 y los 3.200 m, con colinas redondeadas y algunos picos algo más elevados. Las lluvias son más escasas, pero suficientes en verano para las cosechas. 
Las tierras altas del interior están atravesadas por uadis, valles secos en invierno. En Yemen no hay ningún curso de agua permanente. Destaca el uadi Hadramaut, que corta las montañas orientales e este a oeste. Desemboca en el desierto de Ramlat al-Sab'atayn y está habitado en sus partes altas, donde las lluvias veraniegas permiten los cultivos. Las oscilaciones de temperatura diurnas oscilan aquí unos 30.oC y están entre las más altas del mundo.
La región oriental, la gobernación de Al Mahrah, comprende una sierra de 1000 m de altitud que se separa de las montañas centrales dejando paso a varios uadis que discurren hacia el mar, como el de Dhahawn, que desemboca en Al Ghayda y finalmente sigue la costa hasta la frontera con Omán, haciendo que todos los uadis discurran hacia el norte por una amplia región desértica que desemboca en el desierto de Rub al-Jali.

## Clima

Mapa de Koppen-Geiger de climas de Yemen. El rojo es árido, desértico y cálido, y el calabaza es árido, estepario y frío.

Las temperaturas son, por lo general, muy altas en Yemen, sobre todo en las regiones costeras. Las lluvias, escasas, varían según la altitud. Las tierras altas gozan de mejores temperaturas, con medias de 21.oC en verano e inviernos frescos en los que puede llegar a helar. 
La costa del mar Rojo, desértica, es cálida todo el año, con máximas de 28 a 30.oC en invierno y de 38 a 40.oC en verano. En Al Hudayda, caen 80 mm al año, con neblinas veraniegas a causa de los monzones del sudoeste. Las islas del mar Rojo, Hanish, Kamaran y Perim son desérticas, cálidas en invierno y sofocantes en verano.
La costa del golfo de Adén tiene un clima similar, aunque el monzón del sudoeste refresca algo las zonas costeras del nordeste. En Al Mukalla, en el centro, caen 59 mm en 9 días de lluvia al año, con máximos en marzo y abril y temperaturas  de 19-27.oC en invierno y 26-34.oC en junio.
Las montañas occidentales reciben las lluvias del monzón del sudoeste debido al efecto barrera de la altitud, con 760 mm en Taiz, e incluso puede nevar en invierno. Al otro lado, como es el caso de Sana, a 2200 m, protegida de los vientos húmedos por el pico de Jabal an Nabi Shu'ayb, caen solo 240 mm, casi siempre entre julio y septiembre, con algo de lluvia en abril y mayo. Por su altitud, las temperaturas bajan mucho, entre 10 y 21.oC en diciembre y entre 20 y 28.oC en julio.
La región central y oriental, ocupada con una sierra costera que desciende hacia el interior y hacia el este desde los 1000 a los 400 m de altitud es un área desértica con algo de humedad a causa de las nubes de retención en el extremo oriental de la costa y neblinas en época monzónica. En el centro y norte, la parte meridional del desierto arenoso de Rub al-Jali es muy seca y calurosa.
La isla de Socotra tiene clima tropical desértico, con temperaturas entre 18-28.oC en invierno y 25-33.oC en verano. El monte Haggeher, que se eleva a 1500 m, posee una vegetación xerófila gracias a la abundante humedad de las nieblas asociadas a los monzones. En general, llueve poco y hace viento, unos 235 mm en 52 días, repartidas porque en invierno se ve afectada por el monzón del nordeste también. Raramente, la isla se ve afectada por los ciclones tropicales, como los ciclones Megh y Chapala en 2015, formado en Omán, que causaron graves daños.

## Áreas protegidas de Yemen
Con las limitaciones impuestas por el conflicto actual de Yemen, el país tiene, en junio de 2018, 10 zonas protegidas, de las que al menos dos deben revaluarse. Estas ocupan en total unos 3.520 km², el 0.77 % del territorio, y 2.562 km² de áreas marinas, el 0,47 % de la zona marina total que pertenece al país, unos 548.000 km². El conjunto comprende:
- Parque nacional de Jabal Bura, 3 km², en la vertiente occidental de la montaña de granito de Jabal Bura (2.271 m, 14°55′N-43°25′E), en la costa occidental, a unos 50 km de Al Hudayda. La zona, un bosque tropical resto del bosque primitivo desaparecido hace miles de años, está poblada de acacias y árbol de la mirra, entre otras especies, como Adenium obesum o rosa de invierno. Hay hienas y babuinos.[6]

- Área protegida de la Comunidad de Bura, incluye una reserva de la biosfera de la Unesco, de 6,48 km², en la vertiente oriental de la montaña de Jabal Bura, en Bura, al este de Bajil. El lado occidental de la montaña está cubierto de una densa vegetación tropical, mientras que la cara oriental está cubierta por numerosas aldeas y terrazas cultivadas que alcanzan la cima del monte. En las zonas bajas de una vertiente con dos mil metros de desnivel se cultiva el plátano; a media altura, café, y, en la cima, trigo duro. Mientras el oeste está catalogado como sitio de interés natural, el este lo está como sitio cultural.[7]

- El parque marino de Ras Isa y la isla de Kamaran están propuestos como área protegida por la PERSGA (Regional organization of the Conservation of the Red Sea and Gulf of Aden). Está localizado al norte de Al Hudaydah, en la región del mar Rojo de Yemen. Arrecifes de coral con diversa fauna marina asociada. En Kamaran están ampliamente representados los dos tipos de manglares de la región: Avicennia marina y Rizophora mucronata (manglar rojo). En Ras Isa hay una terminal petrolera con tanques de 100.000 toneladas que hacen peligrar la zona ante un vertido.[8]

- Parque nacional marino de la isla Zuqar. La isla Zuqar forma parte del archipiélago de Hanish, localizado en el mar Rojo, cerca del estrecho Bab el-Mandeb, que comunica con el golfo de Adén. Son islas volcánicas en cuya plataforma marina crecen arrecifes de coral. Una vez se acaba la plataforma, la profundidad aumenta de 200 a 1000 m[9]

- Reserva tradicional Mahjur de las llanuras montanas de Dhamar (Dhamar Montane Plains Mahjur Traditional Reserve)

- Área protegida de la isla de Socotra, 3.625 km². De las 825 especies de plantas que hay en la isla, el 37% son endémicas, además del 95% de los reptiles y el 95% de las serpientes. Hay 192 especies de aves, de las que 44 anidan en la isla y 85 son migrantes.[10]

- Reserva de la biosfera de la Unesco del archipiélago de Socotra, 26.816 km². Comprende una zona solo en las islas de 4.104 km² que es patrimonio de la Humanidad. El archipiélago tiene 250 km de longitud y comprende cuatro islas y dos islotes rocosos como una prolongación del Cuerno de África. Hay 235 especies de corales en los arrecifes, 730 especies de peces y 300 especies de cangrejos, langostas y langostinos.

- Sitio Ramsar de la laguna de Detwah, en la isla de Socotra, 580 ha (12°42′20″ N 53°30′24″ E). Laguna costera en el noroeste de la isla, abierta a las mareas y rodeada de dunas y un acantilado de 400 m de altura. El único lugar de la isla donde se encuentra la pastinaca látigo reticulada y la raya de arrecife.  Hay 32 especies de aves marinas y anidan el  alimoche común y el cormorán de Socotora. La flora endémica incluye Croton socotranus y Jatropha unicostata.[11]

BirdLife International reconoce 60 áreas de interés por su importancia para las aves y su biodiversidad (IBAs) en Yemen, que cubren 9.563 km², con un total de 342 especies de aves, de las que 18 están amenazadas. También hay dos zonas importantes por las aves endémicas: Socotra y las montañas del Sudoeste que abarcan parte de Arabia Saudita y Yemen, que cubren una extensión de 150.000 km² entre 1200 y 3600 m de altitud.

## Etnias de Yemen

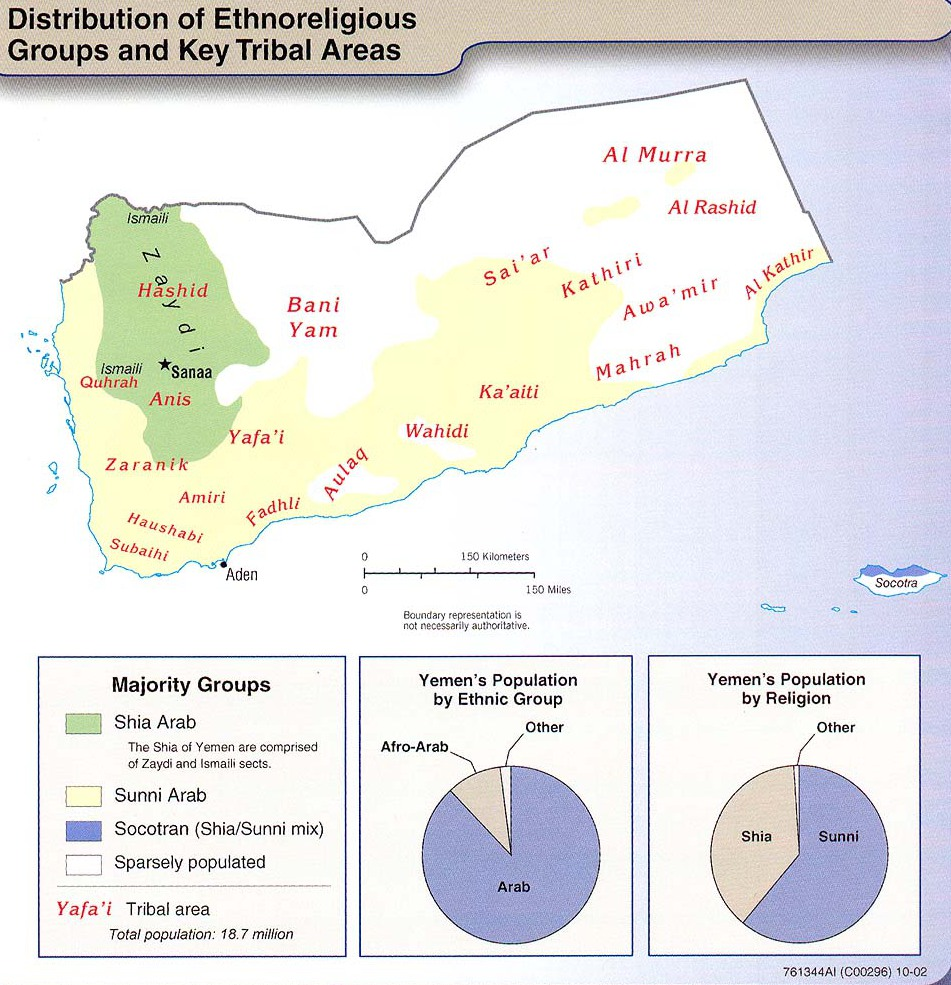
Mapa étnico de Yemen

Según World Population, en Yemen había, en 2019, 29 388 000 hab., con una densidad de 53,5 hab/km². La población urbana era del 35,2 %, con un máximo en la capital, Saná, de 3 937 000 hab. Ciudades como Taiz, Al Hudayda y Aden tienen en torno a 500 000 habitantes. La mayor parte de los yemeníes es de origen árabe; no obstante, es una sociedad fuertemente tribal, con cerca de 400 tribus zaidinas o zaidíes en el norte y grupos de castas hereditarias en las zonas urbanas, sobre todo akhdam (sirvientes), confinados en los arrabales de las grandes ciudades. De 10 000 a 30 000 turcos viven en Yemen a raíz de la colonización otomana, y una amplia comunidad de judíos yemeníes. Hay también gente de Malasia, Indonesia y Singapur de ascendencia árabe.

## Puertos de Montaña
| n. | Nome            | Altitud | Asfaltada | Carretera           | Coordenadas                                          |
| -- | --------------- | ------- | --------- | ------------------- | ---------------------------------------------------- |
| 1  | Al-Khazali Pass | 3200    | Si        | Al-Khadali Road     | 15°43′11.05″N 43°43′0.71″E / 15.7197361, 43.7168639  |
| 2  | Hijat Al-Abd    | 2140    | Si        | Carretera Taif-Aden | 13°12′38.79″N 44°10′18.89″E / 13.2107750, 44.1719139 |
| 3  | Nakyl Mosayr    | 1900    | Si        |                     | 13°12′30.68″N 44°07′44.93″E / 13.2085222, 44.1291472 |
| 6  | Ajazr Pass      | 1260    | Si        |                     | 15°17′9.26″N 47°57′46.01″E / 15.2859056, 47.9627806  |
| 5  | Ash'ash Pass    | 1080    | Si        |                     | 16°29′24.82″N 49°31′33.49″E / 16.4902278, 49.5259694 |
| 4  | Abdullah Garib  | 910     | Si        |                     | 14°50′44.74″N 49°9′7.42″E / 14.8457611, 49.1520611   |